# Prowincja naczelnego dowódcy wojsk

Podział administracyjny imperium asyryjskiego w czasach króla Aszurbanipala z zaznaczoną lokalizacją prowincji turtānu

Prowincja naczelnego dowódcy wojsk – jedna z prowincji imperium asyryjskiego, zarządzana przez wysokiego dostojnika pełniącego na dworze asyryjskim urząd turtānu - „naczelnego dowódcy wojsk”.
Prowincja utworzona została z ziem należących do aramejskiego królestwa Bit-Adini, podbitego w 856 r. p.n.e. przez asyryjskiego króla Salmanasara III (858-824 p.n.e.). Obejmowała tereny od Chaburu po łuk Eufratu, jak również początkowo także ziemie po drugiej stronie Eufratu, na południe od rzeki Sadżur. Te ostatnie zostały jednak w okresie późniejszym, za rządów Adad-nirari III (810-783 p.n.e.), oddane w zarządzanie gubernatorowi Rasappy. Stolicą prowincji naczelnego dowódcy wojsk stało się miasto Til Barsip, którego nazwę asyryjczycy zmienili na Kar-Salmanasar (wsp. Tall al-Ahmar). W okresie od rządów Adad-nirari III aż do rządów Aszur-nirari V (755-746 p.n.e.) kontrolę nad prowincją sprawował wpływowy turtānu o imieniu Szamszi-ilu, który na stanowisku gubernatora Til Barsip osadził jednego ze swych podwładnych, Ninurta-belu-usura. Najprawdopodobniej w 2 połowie VIII w. p.n.e., w wyniku reorganizacji prowincji, z ziem należących do prowincji naczelnego dowódcy wojsk utworzono dwie nowe prowincje: prowincję Til Barsip i prowincję Harran. Nowa prowincja naczelnego dowódcy wojsk utworzona została najprawdopodobniej na ziemiach leżących na północ od obu tych prowincji, zajmując tereny zajmowane wcześniej przez prowincję Raqamatu, która po 773 r. p.n.e. znika ze źródeł pisanych.